# Leptotarsus (Leptotarsus) macquartii
Leptotarsus (Leptotarsus) macquartii is een tweevleugelige uit de familie langpootmuggen (Tipulidae). De soort komt voor in het Australaziatisch gebied.